# Tamás Tóth (nadador)
Tamás Tóth (Budapest, 5 de enero de 1992) es un deportista húngaro que compite en natación adaptada. Ganó cuatro medallas en los Juegos Paralímpicos de Verano en los años 2012 y 2016.

## Palmarés internacional
| Juegos Paralímpicos | Juegos Paralímpicos     | Juegos Paralímpicos | Juegos Paralímpicos |
| Año                 | Lugar                   | Medalla             | Prueba              |
| ------------------- | ----------------------- | ------------------- | ------------------- |
| 2012                | Londres (Reino Unido)   | Medalla de plata    | 50 m libre S9       |
| 2012                | Londres (Reino Unido)   | Medalla de plata    | 100 m libre S9      |
| 2016                | Río de Janeiro (Brasil) | Medalla de oro      | 100 m espalda S9    |
| 2016                | Río de Janeiro (Brasil) | Medalla de bronce   | 100 m libre S9      |